# Johannes Herbinius
Johannes Herbinius (auch: Johann Herbin, Jan Herbinius, Joannes Herbinius; * um 1632 in Pitschen; † 14. Februar 1676 oder 1679 in Graudenz) war ein deutscher Pädagoge und evangelischer Theologe.

## Leben
Der Sohn eines Schulrektors studierte seit dem 10. Dezember 1650 an der Universität Wittenberg und erwarb am 26. April 1652 den akademischen Grad eines Magisters. Nach der Beendigung seines Studiums kehrte er nach Hause zurück und erhielt die Stelle seines Vaters. 1661 war er in gleicher Funktion in Wohlau tätig, begab sich 1663 nach Bojanova in Polen, um eine evangelische Provinzialschule zu gründen. Zur Finanzierung des Vorhabens reiste er nach Wittenberg und Holland.
Zurückgekehrt nach Bojanova geriet er aber mit seinen evangelischen Glaubensgenossen in Streit und ging als Rektor der deutschen Schule nach Stockholm. Von dort wechselte er 1674 nach Wilna in Litauen, wo er als Pfarrer wirkte. Wegen konfessioneller Auseinandersetzungen wurde er 1675 seines Amtes enthoben und hielt sich dann in Königsberg (Preußen) und Danzig auf. Er erlangte erneut eine Pfarrstelle in Graudenz, wo er auch verstarb.
Herbinius machte sich vor allem um die polnische evangelische Kirche verdient und wurde durch viele Schriften bekannt. So übersetzte er Martin Luthers kleinen Katechismus, die Confessio Augustana und mehrere Kirchenlieder in die polnische Sprache.

## Werkauswahl
- Eloquentia academica, politica, domestica
- Oratio ad episcopos Daniae pro ecclesiis Poloniae
- Carmina lyrica
- Clavis ad facilitatem et usum logicae. Oels 1663
- Hosianna! dem durchleuchtigen Fürsten und Herrn Herrn Christian Eberhard Fürsten und Erbprintzen in Ostfrießland, … als derselbe … aus Holland in Seine Fürstl. Residentz Aurich, den 28. Novembr. des 1668 Jahrs … heimgekommen … Stockholm 1668
- Dissertationes De admirandis mundi cataractis supra & subterraneis, earumque principio, elementorum circulatione, ubi eadem occasione aestus maris reflui vera ac genunina causa asseritur, nec non terrestri ac primigenio Paradiso Locus situsque verus in Palaestina restituitur, … Amsterdam 1678
- Famosae, De solis vel Telluris Motu, Controversiæ Examen Theologico-Philosophicum, Ad S. Sanctam Normam, Institutum. 1655
- Religiosae Kiioviensium Cryptae in quibus labyrintum et in eo corpora Heroum atge divorum roxolanitum ex nomine ad oculum demonstrat. Jena 1675